# Rasti

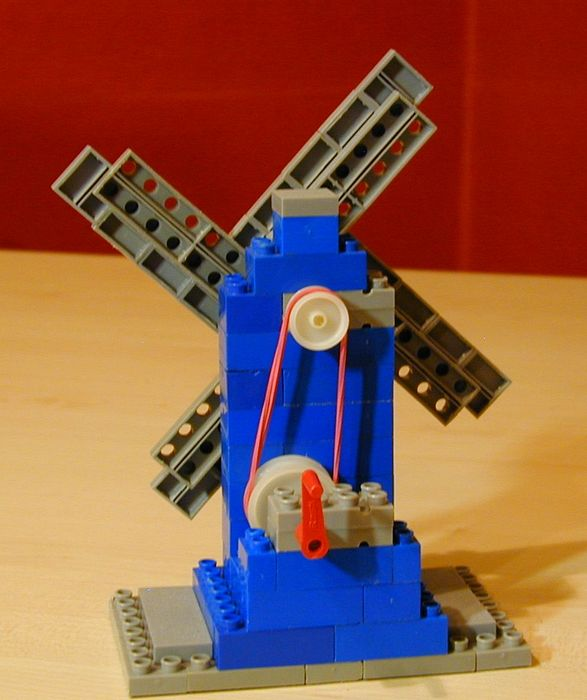
Modell nach einer Bauanleitung aus dem Technik-Bausatz

Rasti ist ein Spielzeug-Klemmbausteinsystem aus Kunststoff. Es wird heute in Argentinien hergestellt. Seine Ursprünge gehen zurück auf das deutsche Unternehmen Modellspielwaren Dr. Hasel & Co. in Reichartshausen/Baden. Als erweiterungsfähiges Baukastensystem konkurriert es mit Systemen wie Lego oder Fischertechnik.

## Aufbau des Systems

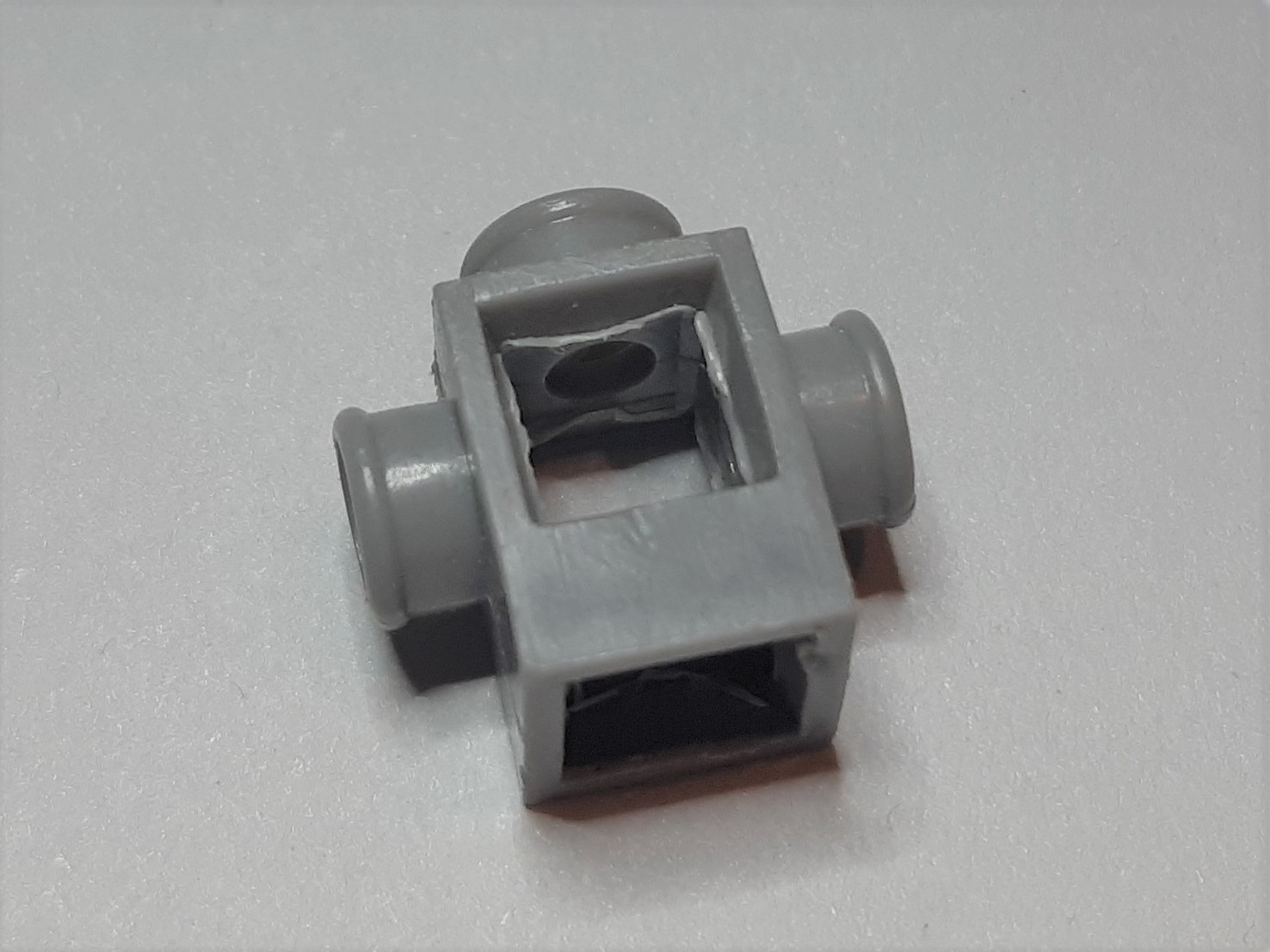
Einzelner Knotenbaustein, der Konstruktionen in unterschiedlichen Winkeln und Richtungen ermöglicht. Lange Zeit ohne weitere Beispiele in anderen Klemmbaustein-Systemen.

Neben den Grundsteinen bilden Achsen, Zahnräder und Dachziegel Konstruktionskomponenten, die im Sortiment der Konkurrenz erst sehr viel später Einzug hielten, dazu Glasfronten und transparente Ziersteine. Ein seinerzeit innovatives Element ist der Knotenbaustein, der technische Konstruktionen im 90-Grad-Winkel erlaubt, sich gleichzeitig aber für Bewegungsabläufe in einer Art Scharnierfunktion eignet. Die Befestigung von Rädern, Zahnrädern und weiteren Bewegungselementen geschieht mittels Achsen und Achslagersteinen. Auf Grundplatten wird verzichtet.
Fälschlicherweise wird Rasti von vielen Baukastensammlern als Nachahmung angesehen. Dies hängt damit zusammen, dass zur Entstehungszeit in den 1960er-Jahren eine ganze Palette an Klemmbausteinsystemen auf den Markt kam. Diese orientierten sich oft an den Mitbewerbern, was sich in den Bausteinformen zeigt, ebenso wie in den Modellvorschlägen und der Gestaltung der Bauanleitungen. Ein Indiz für die gesonderte Rolle von Rasti ist, dass dieses System mit nur marginalen Änderungen in Südamerika seit 2007 ein Comeback erlebt.

## Name
Der Produktname Rasti nimmt Bezug auf die eigenständige Technik dieses Bausteinprogramms. Dank einer Noppe mit ihrer Verdickung am Ende, rastet diese in den mit einer innenliegenden umlaufenden Aufnahmeleiste versehenen Fuß des nächsten Steins ein und sorgt so für einen Zusammenhalt in den unterschiedlichsten Positionen. Damit besitzen die Modelle aus Rasti eine große Stabilität. Dies geht so weit, dass viele der in Deutschland gefertigten Baukästen für das Trennen der Bausteine ein eigenes Werkzeug enthielten.

## Prinzip

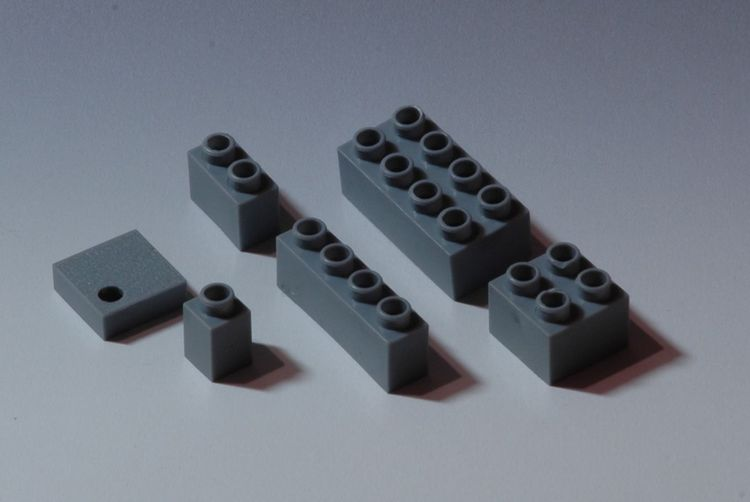
Basissteine in Grau

Ausgangspunkt ist der Hauptstein mit 2 × 4 Noppen mit einem Rastermaß von 8,5 mm für die weiteren Größen der Steine. Sie entwickeln sich aus (mehrfacher) Doppelung oder (einfacher) Teilung. So ist eine Halbierung in der Höhe das hervorstehende Merkmal. Flachsteine benötigen damit lediglich ein Duplikat, um die Standardgröße zu erreichen. Mit der Technik-Box wurde allerdings zu Beginn der 1970er-Jahre ein eckiger Ein-Punkt-Stein in den Farben Weiß und Rot eingeführt, der die anderthalbfache Höhe besitzt. Er ist bislang die einzige Ausnahme in diesem Größenraster.
Sämtliche Sonderformen wie Fenster, Dachziegel und Türen passen sich diesem gerasterten System an. Einzig bei den Zahnrädern sind je nach Positionierung Halbierungen erforderlich, die sich durch die entsprechenden Achslagersteine realisieren lassen.

## Entstehungsgeschichte
Das Unternehmen in Reichartshausen besteht noch immer und betreibt weiter die Produktion von Spritzgussteilen unter der Firmierung Formtechnik Dr. Hasel GmbH.
Die Markteinführung erfolgte im Jahr 1966. Bereits damals wurde Rasti in Argentinien unter dem Namen Knittax (ein Strickmaschinenhersteller) produziert und beispielsweise in die Vereinigten Staaten und nach Kanada exportiert. Zwischen 1970 und 1980 besaß die brasilianische Firma Hering in Blumenau eine Lizenz für Herstellung und Vertrieb. Sie ergänzte das Sortiment mit bis heute untypischen Zusatzteilen, die sich aber teilweise in das aktuelle Baukastensystem von Rasti integrieren lassen. Besonders gefragt in Sammlerkreisen ist der damals entwickelte Uhrenbaukasten aus Kunststoffteilen. Hinzu kam die Ergänzung durch eine reine Technik-Linie, die mit Lochplatten, Schraubverbindungen, Metallstangen und anderen neu entwickelten Bauteilen aufwartete. Zeitweise war diese Technik-Serie auch in Deutschland im Handel erhältlich.
Ende der 1980er-Jahre nahm in Deutschland die Spielwaren-Vertriebs GmbH im bayerischen Nördlingen ihre Geschäfte mit den Bausteinen auf. Anfang der 1990er-Jahre begann als bislang letzte Episode in Europa das tschechische Rüstungsunternehmen Meopta mit der Herstellung von Rasti-Klemmbausteinen. Dem war jedoch wenig Erfolg beschieden. Damit endete die Ära Rasti in Europa.
Auffällig ist, dass die Druck-Klischees aus Deutschland unverändert für Prospekte, Bauanleitungen und Verkaufsverpackungen für den südamerikanischen Markt verwendet wurden.
Als Exportprodukte gelangten noch einige Neuerungen von dort nach Deutschland. Dies zeigt sich in neu gestalteten Baukästen und Ersatzteilblistern. Insbesondere die Achsen für Fahrzeugmodelle verfügten seitdem nicht mehr über eine Chromstange, sondern bestanden durchgängig aus Kunststoff. Anders als in Deutschland, enthielten die Bauanleitungen auf dem südamerikanischen Markt Vorschläge für Panzer und Militärflugzeuge.
Wirtschaftliche Einflüsse und Kriegsereignisse (Falkland-Krieg) bedeuteten schließlich das Aus für Rasti. 2002 wurden im brasilianischen Blumenau die Spritzgusswerkzeuge für die Bausteinherstellung in einer verlassenen Fabrik für Musikinstrumente wiederentdeckt und 2005 nach Argentinien überführt.

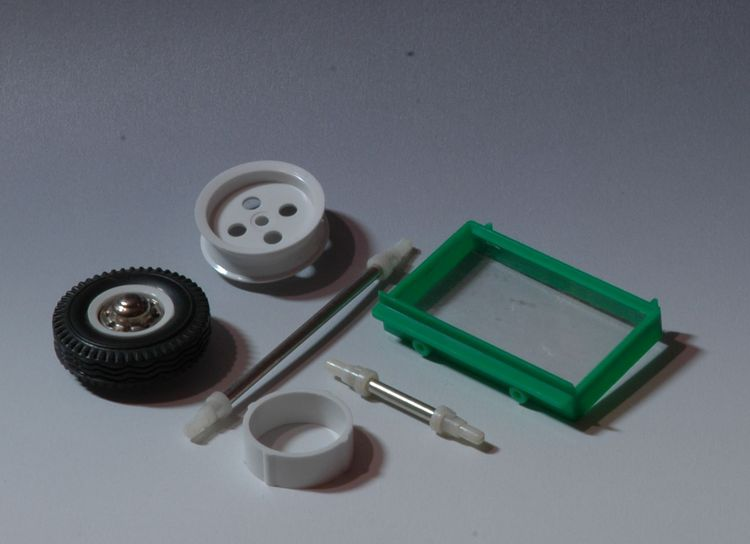
Räder, Achsen und Fenster

Das dortige Familienunternehmen Dimare brachte diese schließlich mit allen Rechten in seinen Besitz. Daraus entwickelte es innerhalb von zwei Jahren eine Geschäftsidee, die auf einer modernen Interpretation der in Deutschland erfolgten Patente fußt. Da Dimare bereits Erfahrung im Vertrieb von Spielwaren besaß (Blocky), kehrte Rasti schließlich im Juni 2007 in neuem Gewand in die argentinischen Läden zurück. Für diese Neueinführung erhielt Dimare verschiedene Auszeichnungen.
Da Rasti in Südamerika ursprünglich eine weitere Verbreitung besaß als konkurrierende Baukasten-Systeme, stieß die Wiedereinführung auf großes Interesse, zumal viele der einstigen Nutzer nun ihrem Nachwuchs diese Welt eröffnen wollen. Das Marketing umfasst TV-Werbung, Spielpunkte, Gestaltungswettbewerbe und eine Homepage im Internet. Seit Sommer 2010 wird Rasti durch die Firma Dimare in Chile vertrieben. Exporte gibt es auch nach Mexiko, Kolumbien, Peru, Paraguay, Bolivien und Uruguay.
Im August 2011 wurde bekannt, dass Rasti Argentinien eine Kooperation mit dem nordamerikanischen Spielehersteller Mattel einging. Dimare übernahm dabei den Vertrieb von Barbie in Argentinien, Chile, Brasilien und Uruguay. Im Gegenzug nahm Mattel Rasti in sein Sortiment auf.
Seit Sommer 2012 ist unter der Bezeichnung Hot Wheels eine Reihe mit vier Auto-Modellen bei Rasti verfügbar, die aus dieser Zusammenarbeit resultiert. Ergänzt wird die Erweiterung mittlerweile von einem zusätzlichen Parcours (Salto Infernal), in dem ein Gummiband die Modelle antreibt.
Für die Themenreihe "Rasti Aviones" erwarb das Unternehmen 2013 erstmals eine Lizenz von Disney. Seit 2018 erweiterte Rasti sein Sortiment um Robotik-Bausätze für den Unterricht an höheren Schulen. Es folgten Kooperationen mit Unternehmen wie Mondelez, Renault und Mercedes, die eine Präsenz außerhalb der regulären Vertriebswege über Spielzeuggeschäfte ermöglicht.

## Bausteine
Die Rasti-Bausteine werden aus Polypropylen gefertigt. Somit ergibt sich die Flexibilität, die das typische Einrasten ermöglicht, das Grundprinzip von Rasti. Ebenso unterbleibt eine Abnutzung, wie diese beispielsweise bei ABS auftritt. Die Zusatzteile bestehen hingegen aus Hartplastik.
Farblich bewegte sich Rasti lange Zeit in einem engen Rahmen. Rot, Blau und Weiß waren für die Hauptsteine reserviert. Dazu kam Grau für die technischen Teile. In Grün wurden Fensterrahmen sowie Geländer gefertigt; Sonderteile wie Reifen in Schwarz. Dazu kamen transparente Ziersteine umfangreicher Farbgebung, die für die Beleuchtung einer Rasti-eigenen Batterielampe ausgelegt waren.

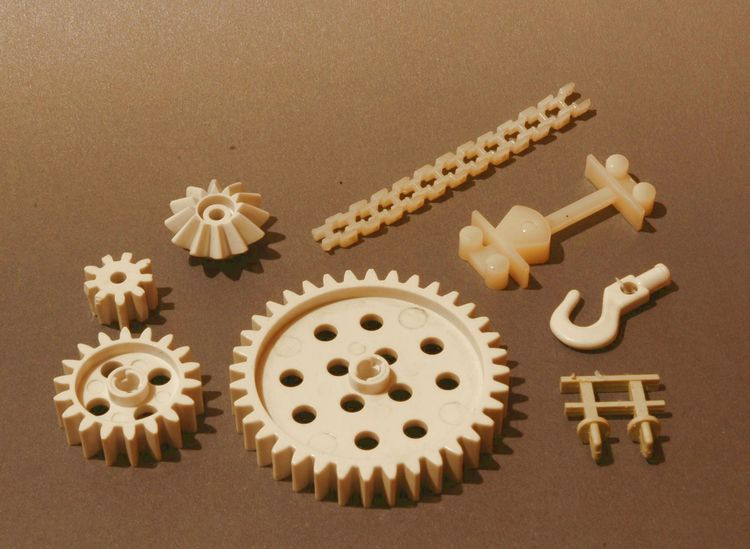
Zahnräder, Technik-Teile und Raupenglieder

Ende der 1970er-Jahre hielten Gelb und Schwarz Einzug in diversen Baukästen. Eine Ergänzung mit Blick auf andere Anbieter waren Köpfe und bewegliche Arme für Figuren. Das Konzept der letzten in Deutschland verkauften Baukästen öffnete sich einer breiteren Konsumentengruppe. So finden sich Zusammenstellungen, die Mädchen ansprechen sollten, indem Puppenmöbel und Wohnungseinrichtungen nachgebildet werden konnten. Es wurde mit Abziehbildern experimentiert, dazu kamen Bausteine in Farben wie Grün oder Orange.
Eine weitere Ergänzung sind die Jumbo-Steine (ähnlich Lego-Duplo), die allerdings nur eine geringe Bedeutung erlangten. Erst in jüngster Zeit baut Rasti-Argentinien eine eigene Produktlinie für Kleinkinder damit auf.
Für detailgetreue Modellbauten enthält das System Raupenkettenglieder, Ketten mit einrastenden Förderbechern, Propeller, Handkurbeln, zweiteilige Anhängerkupplungen und Haken, dazu universell verwendbare Türen in diversen Farbvarianten (auch transparent) und Dachziegel in rot und weiß-transparent. Alleine dafür sind Firstziegel in zwei Varianten im Sortiment, mit denen jede Dachneigung realisierbar ist. Ebenso sind die Steine der Dachziegel in zwei Größen-Varianten erhältlich. Für den Anschluss an die Hauptsteine wurden weiße Zierblenden eingeführt, die sich in die Ziegelunterseite einschieben lassen.
Rasti-Argentinien modifizierte bislang fast ausschließlich die Farbgebung, mit der es eine nähere Authentizität zu den Modell-Vorbildern gewährt. Als Ergänzung kamen spezielle Doppelreifen für Modelle von Rennwagen hinzu. Eine weitere Neuerung sind Schläuche aus schwarzem Weichplastik in zwei Längen, die mit Steckverbindung (gelb) Hydraulikteile nachahmen. Ebenso lassen sie sich zur Konturierung von Aufbauten einsetzen. Eine weitere Ergänzung ist ein schwarzer Stift, der bereits aus Knittax-Zeiten stammt. Er kann durch die Noppen gesteckt und als zusätzliche Stabilisierung verwendet werden. Gleichzeitig eignet er sich als Ersatz für Scharniere.
Sämtliche Bausteine und Ergänzungen sind trotz den Unterbrüchen in der Firmengeschichte unabhängig von Herstellungszeit und -ort noch immer miteinander kompatibel.

## Motor

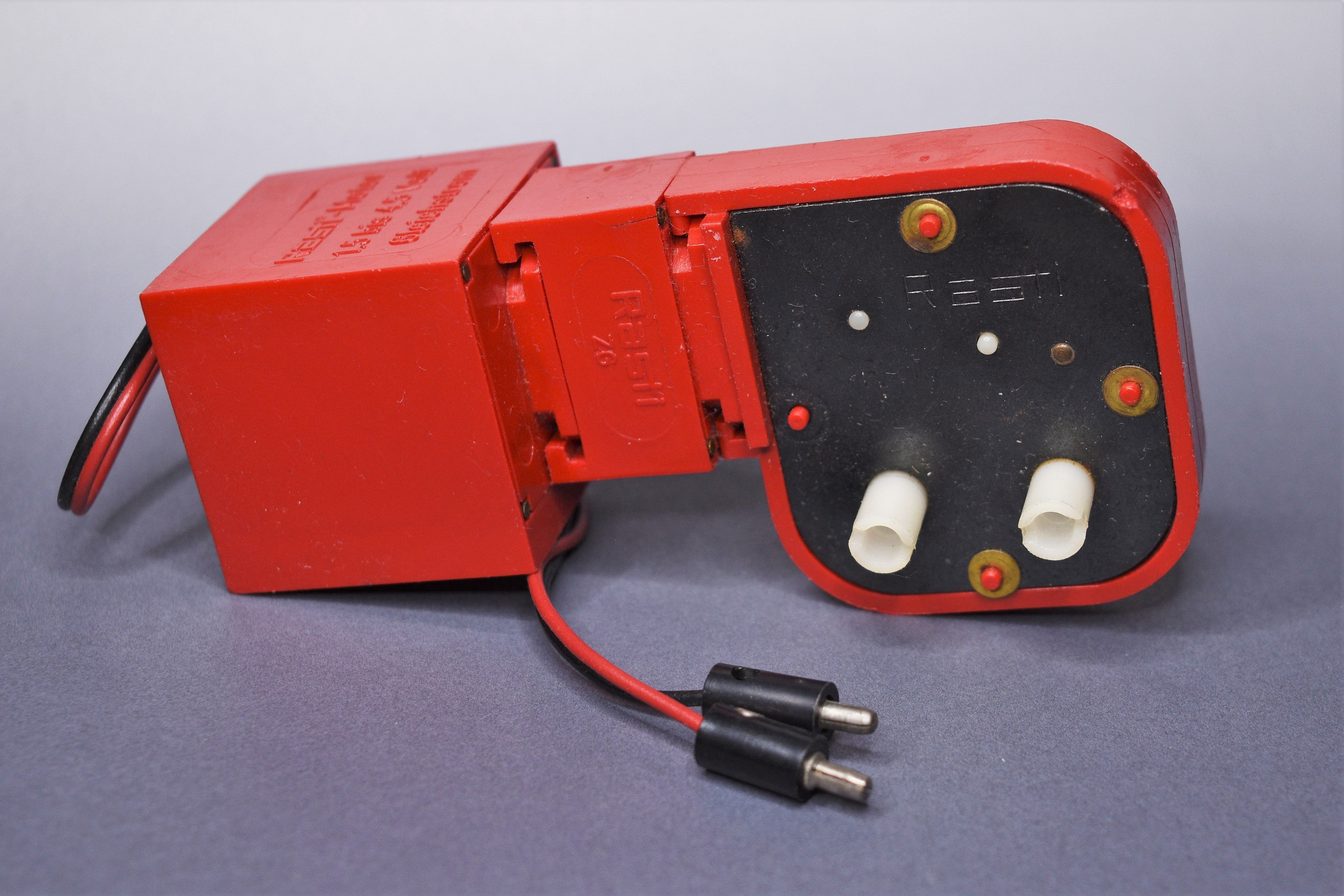
4,5 Volt Elektromotor mit Zwischengetriebe und Achsanschlüssen. Die Getriebeteile sind durch Bajonettverbindungen mit dem Motorblock verbunden. Motoren mit rotem Gehäuse stammen aus den 1980er-Jahren und später.

Eine Ergänzung erfuhr das System schon sehr früh durch einen Gleichstrom-Motor. In Verbindung mit einem Haupt- und Zwischengetriebe sind 18 unterschiedliche Drehzahlen möglich, deren Bandbreite von 9 bis 13.500 Umdrehungen/Minute reicht. Angeboten wurde die Packung „Spezialmotor“, daneben gab es unter anderem die „motobox 90“. Sie beinhaltete den Motorblock, dazu das Zwischengetriebe, das die Umdrehungszahl erweitert, und ein Getriebe, an dem die Achsen befestigt werden können. Durch den Bajonettverschluss ist es möglich, dieses um 180 Grad gedreht einzubauen, was zusätzliche Positionierungen erlaubt. Enthalten war in den Packungen außerdem ein handelsüblicher genormter Schalter, mit dem der Motor vom Strom getrennt werden kann. Eigens dafür, wie auch für die Beleuchtung, wurde ein passender Fuß geschaffen, der die Schalter aufnimmt. Für die Batterieverbindung setzte Rasti auf Module, die einerseits in die vorhandenen Noppen eingesteckt werden können, die aber auch mit ihren Metallplatten flexibel die Batterien (Babyzellen) aufnehmen. Diese stromführenden Blechteile brachen in der Praxis jedoch sehr leicht. Für die maximale Spannung von 4,5 Volt werden drei dieser Batteriemodule verwendet.
Es folgte daher ein „Batteriekasten“, der zwei Babyzellen aufnimmt und als neue Packung in den Verkauf ging. Ergänzt wurde dies durch einen eigens entwickelten Schalter, der Vor- und Rückwärtsbewegungen des Motors erlaubt, wodurch die gebauten Modelle nun in zwei Richtungen bewegt werden können. Spätere Motorboxen enthielten nur noch zwei Aufnahmemodule für die Batterien. Ebenso entfiel das Zwischengetriebe. Die Steckverbindung der einzelnen Elemente erfolgte in Deutschland mittels Bananensteckern, wie sie aus dem Modellbahnbereich bekannt sind.
Seit 2010 greift Rasti-Argentinien wieder verstärkt auf diese Entwicklung zurück. Unter „Con motor“ stehen fünf Baukästen mit Motorantrieb für zahlreiche Modelle zur Verfügung. Die Steckverbindungen sind dabei wesentlich einfacher gehalten, als seinerzeit in Deutschland.

## Baukästen
Die Anfang der 1960er-Jahre hergestellten Verpackungen bestanden aus Karton. Um 1970 erhielten sie einen Styropor-Einsatz. Spezialmodelle wurden in Kartons ohne Einteilungen, aber mit verschweißten Kunststoffbeuteln angeboten. Für Ersatz- und Zusatzteile gab es Blisterverpackungen, später Plastikbeutel mit einem vierfarbig bedruckten Reiter aus Karton, der Funktionsweise oder Modellvorschläge aufzeigte.

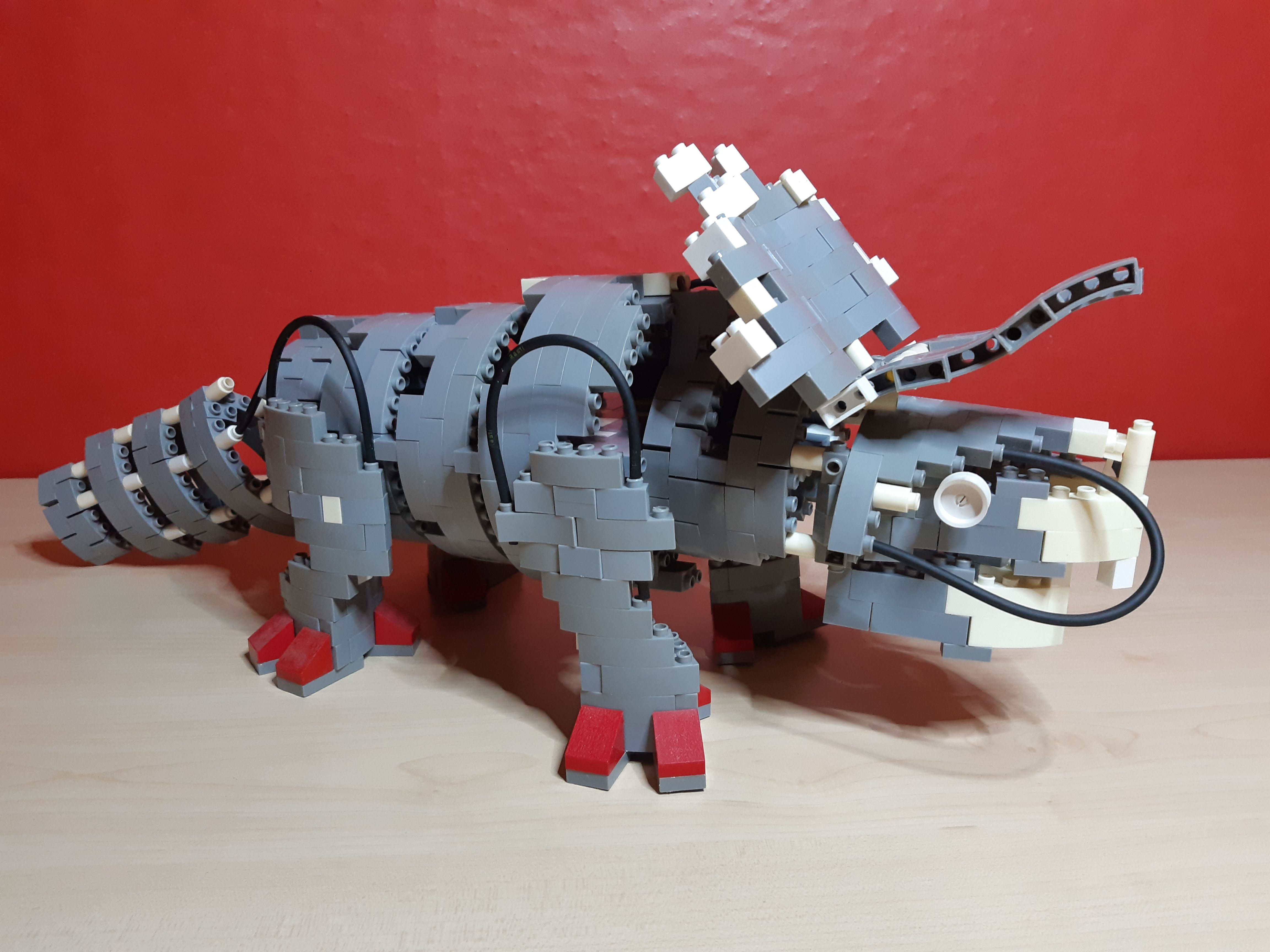
Triceratops-Modell nach einer Vorlage aus der heutigen argentinischen Fertigung.

Die Bezeichnung der Baukästen orientierte sich grob an der Anzahl der enthaltenen Bausteine. Die „Box 400“ bestand fast ausschließlich aus Grundsteinen. Es folgten Minibox 600, Multibox 800 und Starbox 1000. Modellpackungen erhielten die Namen Mobil 200 (Lastwagen), 201 (Jeep), 202 (Traktor/Kipper), 203 (Kettenfahrzeuge) und 204 (Flugzeuge). Ferner gab es noch die Technik-Box 501 (Brücke/Kran) und 502 (Raupenfahrzeuge), sowie Motobox 90. Speziell über das Versandhaus Quelle wurden der Technik-Bausatz, der Häuser-Bausatz und der Spezialmotor vertrieben. Gegen Ende des Verkaufs in Deutschland kamen Klein- und Großkästen wie Rasti 1023 (Baustellenfahrzeuge) oder 1085 (Puppenhaus-Einrichtung) in den Handel.
Unter der Ägide Hering blieb es weitgehend bei dieser Einteilung. Rasti-Argentinien kennt heute die Start-, Giga-, Super- und Masterbox. Die Sortierung orientiert sich an Basislinie, Transport und Konstruktion. Herauszuheben ist hier die Linie Extrema, die einen neuen Weg geht und Dinosaurier-Sets enthält, die sich an den in Südamerika entdeckten Sauropoden orientieren. Sie ist inzwischen aus dem Sortiment entfernt.

## Figuren

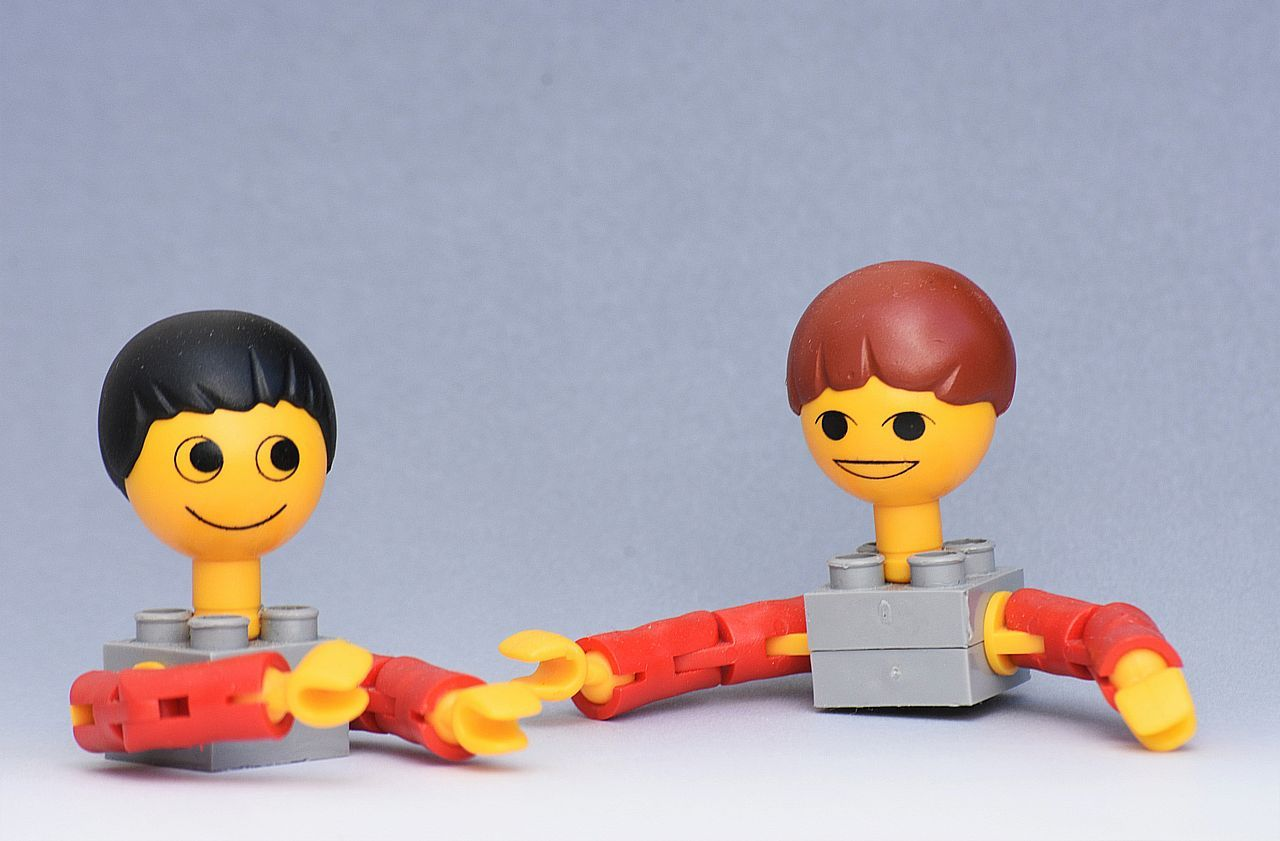
Figuren des Bausteinherstellers Rasti aus den 1980er-Jahren

Eine Erweiterung erfuhr das System Rasti in der Spätzeit in Deutschland durch Figurenköpfe. Sie bestanden aus gelben Kugeln mit Halsansatz und ließen sich zwischen den Noppen der Bausteine einrasten. Ein entfernbarer Aufsatz imitierte Haare in mehreren Farben. Für die weitere Beweglichkeit wurden Armansätze mit insgesamt drei Gelenken hinzugefügt. Gelagert war dieser Figurenkopf, so geben es die Anleitungen der Baukästen vor, in grauen Achslagersteinen. Diese besaßen aber nur noch, entgegen den bis dato üblichen halbhohen achtnoppigen Steinen, vier Noppen. Der Unterkörper der Figuren konnte frei gestaltet werden.
Ungeklärt ist bislang, ob Rasti oder der heutige Marktführer aus Dänemark damit begann, die Bausteinwelt um Figuren zu bereichern. Beide führten annähernd zeitgleich die fast identischen drehbaren Köpfe mit Gesicht und beweglichen Armen ein.

## Auszeichnungen
Rasti erhielt in den 1970er-Jahren in Deutschland vom Arbeitsausschuß Kinderspiel und Spielzeug e.V. das Prädikat „spiel gut“.

## Fan-Clubs
In Argentinien ist unter Republica Rasti ein Fan-Club aktiv, der sich unabhängig von den Seiten des Herstellers austauscht.

## Trivia
Der Name des 1973 eröffneten Rasti-Lands bei Benstorf, südwestlich von Hannover, nimmt Bezug auf die Bausteine. In den Anfangsjahren gab es eine Safari-Attraktion, die aus Rastisteinen gestaltet war, zudem eine Nachbildung der Altstadt von Hameln. Fehlende Bausteine sorgten schließlich für das Verschwinden der Rasti-Nachbauten im Park. Zum Jubiläum des 50-jährigen Bestehens des Erlebnisparks wurden dort Tüten mit Rastisteinen zum Verkauf angeboten. 
Den Stellenwert von Rasti in Argentinien unterstreichen folgende Sprichwörter, die für aus mehreren Einzelteilen zusammengesetzte Objekte verwendet werden:
- „lo vas armando como un Rasti“ (Du kannst es zusammenbauen wie Rasti).
- „se desarmó como un Rasti“ (Es auseinandernehmen wie Rasti).

## Logo
Das Logo von Rasti blieb über die Jahrzehnte hinweg fast unverändert. Die Schrift erscheint bis heute in der Farbe Gelb. Der einstige rechteckige Block, der den Schriftzug einfasste, war in Schwarz angelegt, wechselte während der Auslaufphase in Deutschland vorübergehend in Rot und wurde in Argentinien in einen dreidimensionalen schwarzen Kreis umgewandelt.
Seinen Ursprung besitzt der Schriftzug in der Science-Fiction-Serie „Raumpatrouille“, die ab 1965 im Ersten Programm des Deutschen Fernsehens (ARD) ausgestrahlt wurde. Der dafür verwendete Schriftschnitt ist auf Bauanleitungen und Verpackungen durchgehend in Gebrauch gewesen.